# 아일랜드
아일랜드(아일랜드어: Éire 에이레, 영어: Ireland, 음역어: 애란/애이란)는 유럽의 북서쪽 브리튼 제도에 있는 섬나라로 아일랜드섬 대부분을 차지하고 있다. 아일랜드라는 말은 지리적인 의미(아일랜드섬)와 혼동할 수 있으며, 아일랜드 공화국(아일랜드어: Poblacht na hÉireann 포블라흐트 너 헤련, (영어: Republic of Ireland 리퍼블릭 오브 아일랜드[*])이라는 명칭으로 사용하는 예가 많다.
아일랜드섬 안에서 북동쪽으로 영국(북아일랜드)과 국경을 마주하며, 동쪽은 아일랜드해, 서쪽은 대서양과 접하고 있다. 인구는 대략 500만 명이며, 유럽 연합(EU), 경제 협력 개발 기구(OECD), 그리고 국제 연합(UN)의 구성원이다. 의원 내각제를 채택하고 있다, 2005년 이코노미스트지 조사 결과 삶의 질이 세계에서 제일 높다고 보고했으며, 2020년 기준 1인당 명목 GDP는 약 89,383달러, 인간 개발 지수 세계 2위 선진국이다.

## 역사
켈트계 갈리아인이 기원전 5세기 경에 아일랜드로 건너와 게일인과 함께 자리를 잡았다, 다음 그레이트브리튼섬에서 앵글로색슨인에게 밀려난 브리튼인이 건너왔다.
5세기에 성 파트리치오가 아일랜드에 기독교를 전파했다. 성 파트리치오의 날은 아일랜드 최대의 축일이다.
8세기부터 11세기 초에 걸쳐 바이킹이 아일랜드를 침공했다, 이후 바이킹들의 침략이 잦아들었으나 1066년 노르만 가문은 앵글로색슨계 잉글랜드를 침공하여 정복하고 잉글랜드의 왕이 되어 세력을 확장했고 이윽고 1172년 아일랜드 남동부 렌스터 왕국의 도움 요청을 빌미로 아일랜드를 침공하였다. 그러나 아일랜드인은 저항하여 노르만 세력을 서서히 몰아냈다.
1534년, 튜터 왕가의 헨리 8세가 본격적인 아일랜드 침공을 감행하여 1542년 아일랜드 왕위를 만들고 스스로가 잉글랜드 왕과 겸임하여 잉글랜드와의 동군 연합의 형태로 완전히 복속되었다.
북아일랜드 역사는 종교 갈등의 역사이기도 하다, 북아일랜드 종교 갈등은 18세기 스코틀랜드 장로교인들이 17세기 올리버 크롬웰의 침공으로 아일랜드에 이주하면서 시작되었다, 현재 북아일랜드의 얼스터에 이주온 장로교인들은 천주교인들을 탄압하였다. 따라서 아일랜드 사람들은 영국에서 온 개신교인들에게 차별과 억압을 받았고, 이들 불만은 부활절 봉기(1916년), 아일랜드 공화국군 결성 등 무장 투쟁으로 폭발했다, 아일랜드 사람들이 천주교를 신봉함으로써 아일랜드 민족의 정체성을 확립하고자 한 것도 영국 개신교인들의 아일랜드인들에 대한 혹독한 지배에 기인한다, 하지만 지주 계급은 천주교에서 장로교로 교파를 바꿈으로써 그들 재산을 지키고자 하였다.
동군 연합을 통한 간접 지배로 아일랜드 통치의 기반을 닦은 영국은 프랑스 혁명 이후 고조되는 아일랜드의 독립 의지를 분쇄하고자 했다. 그래서 영국 정부는 1707년 연합법 제정으로 스코틀랜드를 합병시켰던 것과 마찬가지로 1801년에 아일랜드를 완전히 영국에 합병시킨다.
1800년대 중반에 대기근이 닥쳐 대략 850만 명이었던 아일랜드 인구는 660만 명 정도로 떨어졌고, 많은 사람이 미국을 포함한 해외로 이주했다.
1916년 부활절 봉기와 영국-아일랜드 전쟁을 거쳐 1921년 영국-아일랜드 조약을 체결함으로써 아일랜드 32개 주 가운데 남부 26개 주가 아일랜드 자유국으로 독립했다, 1년 후 아일랜드 내전이 일어났다, 1949년에 아일랜드는 영연방에서 탈퇴한 후 아일랜드 공화국으로 완전하게 독립하였다.

## 행정 구역
그러한 행정 구역 구분은 여전히 아일랜드의 문화나 스포츠 분야 그리고 우편 체계에서 사용되고 있다. 아일랜드 하원(Dáil Éireann) 의원의 선거구는 가능하면 주의 경계를 따라서 만들어야 한다. 그래서 어떤 주가 많은 인구를 지니고 있을 경우에는 복수의 선거구를 보유하고(예를 들면 리머릭 동/서) 인구가 적은 주의 경우에는 가까운 주와 묶어서 하나의 선거구를 만들기도 하지만(예를 들면 슬라이고) 실제로 의미있는 주의 경계를 넘어가지는 못한다.
그러나 지방 정부 단위가 다시 구성되는 경우도 있다. 예를 들어 1990년대에 더블린 주가 폐지되면서 그 지역에는 세 개의 새로운 지방 의회가 생겨났으며 1890년대 이래로 티퍼레리 주는 행정적인 면에서 두 개의 구분된 주로 분할되었다. 그 결과 아일랜드에는 현재 29개의 행정 주와 5개의 특별시가 있다. 특별시에는 더블린, 코크, 리머릭, 골웨이, 그리고 워터퍼드가 있다. 특별시는 그들이 속한 저마다의 주에서 나머지 지역과는 행정적으로 분리되어 관리되고 있다. 각자의 주 안에서 자율성을 갖는 수준의 자치 도시(borough)는 다섯 곳이 있는데 클론멜, 드로게다, 킬케니, 슬라이고, 웩스퍼드가 포함된다.

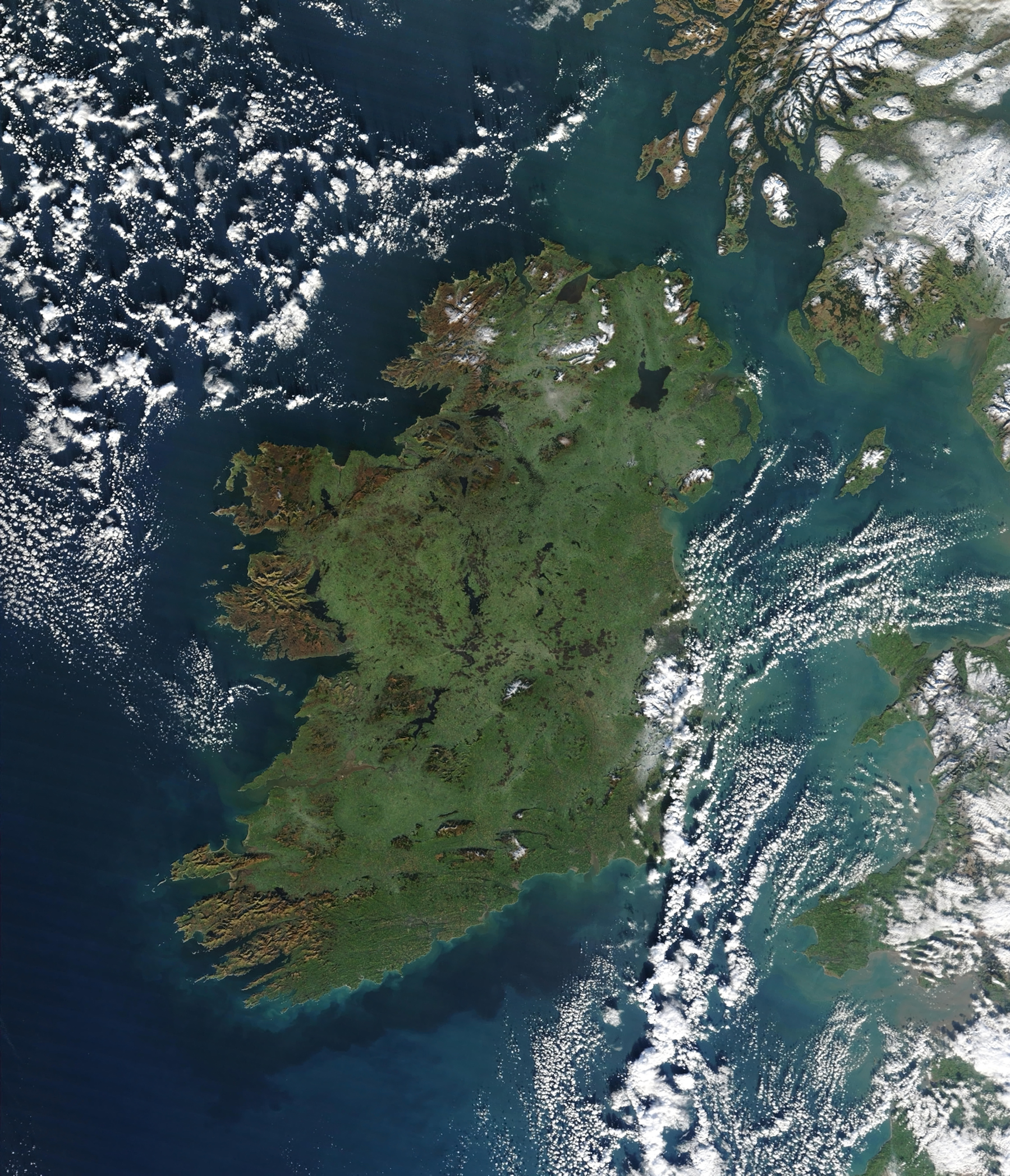
아일랜드 위성 사진

아일랜드 공화국 지도

|  | 아일랜드 공화국 1. 더블린주 — 더블린 — 던레러라스던주 — 핑걸주 — 사우스더블린주 2. 위클로주 3. 웩스퍼드주 — 웩스퍼드 읍 (자치 도시) 4. 칼로주 5. 킬데어주 6. 미스주 7. 라우스주 — 드로게다 읍 (자치 도시) 8. 모나한 주 9. 캐번주 10. 롱퍼드주 11. 웨스트미스주 12. 오펄리주 13. 레이시주 14. 킬케니주 — 킬케니 시 (자치 도시) | 1. 워터퍼드주 — 워터퍼드 시 2. 코크주 — 코크 시 3. 케리주 4. 리머릭주 — 리머릭 시 5. 티퍼레리주 — 노스티퍼레리 주 — 사우스티퍼레리 주 — 클론멜 읍 (자치 도시) 6. 클래어주 7. 골웨이주 — 골웨이 시 8. 메이요주 9. 로스커먼주 10. 슬라이고주 — 슬라이고 읍 (자치 도시) 11. 리트림주 12. 더니골주 |

### 인구
2014년 기준으로 총 인구는 4,609,600 명이고 여성 1인당 합계출산율은 2004년(Eurostat 추정) 1.99명으로 유럽 연합 내에서 가장 높다. 2006년 천 명당 출산율은 66.9명, 천 명당 사망율은77.9명으로, 유럽 내에서는 비교적 높은 인구증가율을 보이고 있다.
또한 최근 중앙유럽 국가의 유럽 연합 가입으로 인해 많은 수의 중앙유럽인들이 아일랜드로 몰려들고 있어서 인구가 증가하고 있다.

## 언어
공용어는 아일랜드어와 영어이다. 오래전부터 영어를 사용했기 때문에 대부분의 국민들은 영어를 사용한다. 하지만 사라지려는 아일랜드어를 복구하고 있다. 아일랜드어를 복구하고 있지만 이전처럼 영어를 사용하여 언어적으로 스코틀랜드와 영국과 다를 게 없다.
아일랜드 영어는 영국식 영어와는 다른 고유의 표현이 소수 있고 매우 빠른 억양으로 외국인들이 알아듣기 어렵다는 평가를 받고 있다. 하지만 영국인들과 스코틀랜드인에게는 발음만 조금 특이할 뿐 의사소통에 전혀 문제없다.

## 종교
2002년 아일랜드 통계청의 자료에 따르면 아일랜드인의 약 88.4%가 가톨릭 신자이다. 아일랜드에서 천주교는 국교처럼 취급되고 있고, 지금은 덜하지만 예전에는 천주교 이외의 다른 기독교에 배타적이었다. 그 다음으로는 아일랜드 성공회 신자가 많다. 나머지 종교들은 타국에서 아일랜드로 이주한 사람들로 인한 것으로 신자 수는 매우 적다.

### 종교와 정치
1937년 제정된 원래 아일랜드 헌법은 국민 대다수가 소속된 교회인 천주교회에 "특별 지위"를 보장하였지만, 다른 기독교 교단과 유대교도 인정하였다. 천주교회가 지배적이었던 이탈리아를 비롯한 다른 유럽 국가처럼, 아일랜드도 20세기 후반에 이르러 합법적인 세속화의 시기를 경험하게 되었다. 1972년에 천주교회를 포함하여 특정 종교 단체를 규정한 헌법 조항은, 국민투표로 제정된 제5차 개정 아일랜드 헌법에서 삭제되었다.
헌법에 남아있는 종교 관련 조항은 44항이다. 그 조항은 이렇게 시작한다.
| “ | 국가는 시민 예배의 의식에서 나타나는 경의가 신의 온전한 능력 때문임을 인정한다. 그것은 경외하는 마음으로 그의 이름을 높이는 것이며, 종교를 존중하여 예를 갖추는 것이다. | ” |

이 조항은 또한 신념과 실행과 단체구성에 관한 종교의 보장하고 있으며, 특정 종교에 대한 지원을 금지하고, 국가가 종교적인 차별을 할 수 없게 하고, 국가에서 종교 재단의 학교이든 비 종교 재단의 학교이든 간에 차별적으로 대우해서는 안 된다고 요청한다.

## 교육
이 나라는 세계적인 높은 교육열을 자랑한다. 그리고 문맹률이 낮은 편이다.
아일랜드의 대학들은 미국이나 영국과는 다르게 대학의 서열화가 없다. 아일랜드의 대학들은 모두 평균적이고 균등한 질의 교육을 제공하고 있다. 그 중에서 가장 번영한 대학은 더블린에 위치한 트리니티 칼리지이다.

## 군사
이 나라에서는 모병제(지원제)를 실시한다.

## 문화

### 문학
아일랜드는 조지 버클리, 조너선 스위프트, 제임스 조이스, 조지 버나드 쇼, 오스카 와일드, 윌리엄 예이츠, 사뮈엘 베케트, 브램 스토커, 프랭크 오코너 등 영문학사에 중요한 수많은 작가를 배출했다. 그리고 이 중에서 쇼, 예이츠, 베케트는 노벨 문학상을 수상하기도 했다.
여러 자랑스러운 영문학 작가들을 배출했음에도, 아일랜드 정부는 전통적인 켈트 문화를 보존하기 위해 많은 노력을 기울이고 있다. 게일어로 쓴 작품 창작을 장려하고, 모든 공적인 문서나 안내문을 영어와 병기하고 있다.

### 음악

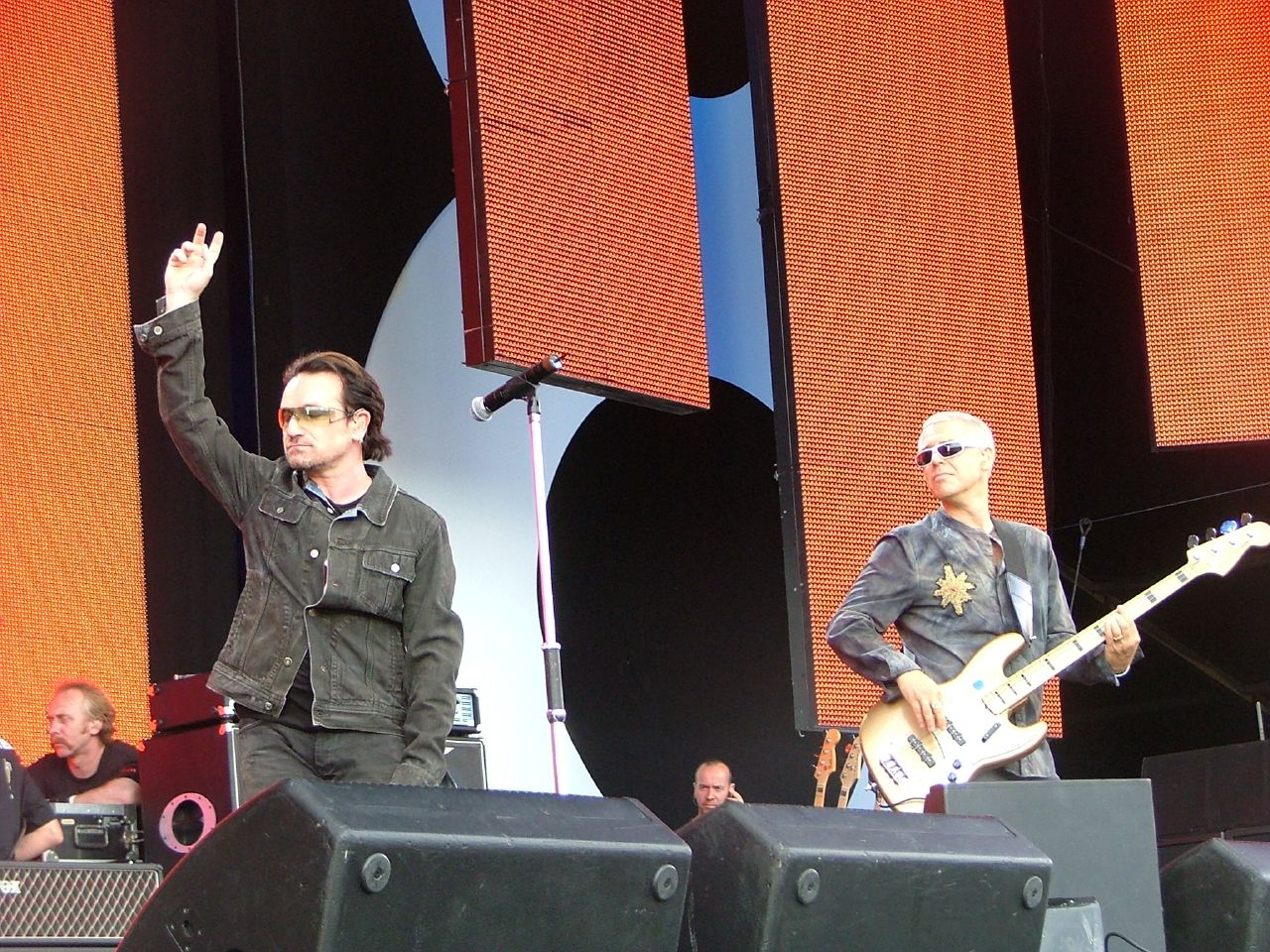
U2의 공연 모습

아일랜드의 전통음악은 켈트 음악으로 알려져 있고, 주변국과 아일랜드의 현대 음악에 많은 영향을 주었다. 자세한 내용은 아일랜드의 포크 음악에 나와 있다. 아일랜드의 전통 악기로는 틴 휘슬, 보란, 일리언 파이프 등이 있다. 아일랜드는 세계적인 뮤지션들을 여럿 배출했는데 더 클랜시 브라더스, 치프턴스, 더 더블리너스, U2, 코어즈, 크랜베리스, 데미안 라이스, 웨스트라이프, 엔야, 클라나드, 켈틱 우먼, 글렌 핸사드 등이 있다. 특히 U2는 수십 년 간 전 세계적으로 폭발적인 인기를 얻고 있는, 아일랜드를 대표하는 밴드다.

### 스포츠
아일랜드에서 가장 인기있는 스포츠는 아일랜드식 축구인 갤릭 풋볼이다. 아일랜드에서 Football은 이 갤릭 풋볼을 가리키며 게일 체육협회에서 주관하는 헐링 등 총칭하여 갤릭 게임이라고 불리는 전통 체육 종목들이 잘 보존되어 있다.
갤릭 게임들을 제외한 두번째로 인기가 많은 스포츠는 축구이고 세번째로 인기가 많은 스포츠가 럭비 유니언이다.
스포츠 스타들을 많이 배출했는데 특히 축구에서 셰이 기븐, 데미안 더프, 로이 킨, 로비 킨 등 여러 유명 선수들이 아일랜드 출신이다.

## 경제
1980년대 후반까지만 해도 경제 성장률이 매우 저조했으나 1997년 전 대통령인 메리 로빈슨은 외자 유치 등의 적극적인 개방 정책을 펼쳐 평균 11%의 경제성장률을 기록하여 급성장했다. 현재 아일랜드의 1인당 GDP는 자국을 식민통치하였던 영국보다 높으며 유럽에서 손꼽히는 부자 나라이다. 아일랜드는 외국기업의 자국 내 유치를 위해 법인세를 감면하는 등의 정책을 실시하였다. 그러나 자국기업의 약세로 부작용이 일어나자 2001년 이후부터 자국기업에 대한 적극적인 지원정책을 실시하고 있다.
아일랜드는 유럽에서 물가가 비싼 편이지만, 가까운 영국과 비교했을 경우 약 20% 정도 저렴한 편에 속한다. 또한 닭고기, 돼지고기, 소고기 등 육류와 유제품들은 저렴한 편이다.

### 농업
아일랜드의 주요 산업은 목축업이다. 국토의 약 75%가 방목지와 목초지이다. 아일랜드에는 소가 약 700만마리가 있다. 식품가공업과 목초 관리업은 뒤떨어진 편으로 목축업의 생산성은 유럽의 다른 나라에 비해 떨어진다.
농업은 감자, 귀리, 밀 등이 주로 재배되고 있으나 토지가 산성인 관계로 경작지 규모가 그리 크진 않다.

### 공업
공업은 양조업과 축산물 가공업이 매우 활발하며 기계 및 금속 공업도 발달되어 있다.
정보통신기술 산업 또한 상당히 발달되어 있다.

## 교통
아일랜드에는 3개의 주요 국제공항(더블린, 샤넌, 코크)에서 유럽 노선, 대륙간 노선, 에어 택시를 운영하고 있다. 아일랜드 국영 항공사로는 에어링구스가 있지만, 라이언에어 항공사가 저렴한 요금으로 가장 큰 항공사이다. 런던과 더블린을 오가는 노선은 유럽에서 가장 붐비는 노선으로 450만명이 2006년에 이 노선을 이용했다.
철도는 아이리쉬 레일 사가 관리하고 있으며, 더블린의 휴스톤 역과 코놀리 역이 철도 교통의 중심이다. 더블린과 벨파스트를 잇는 노선은 엔터프라이즈와 노던 아일랜드 레일웨이즈가 운영하고 있다. 더블린은 대중교통의 질을 높이기 위해 DART, LUAS, 더블린 버스같이 다양한 교통 체계를 통해 확장하고 있다.
고속도로와 주요 간선도로는 아일랜드 국립도로공사에서 운영하고 있고, 기타 도로망은 지자체에서 운영하고 있다.
여객선 노선으로는 아일랜드와 영국간 노선, 맨섬간 노선, 프랑스간 노선이 있다.

## 관광
EU와 EEA 국가, 북미, 남미의 대부분의 국가, 대한민국, 일본, 이스라엘, 호주, 뉴질랜드 국민들은 아일랜드를 방문할 경우 비자를 필요로 하지 않는다.
아일랜드에서 가장 인기 있는 도보여행길 윅로 웨이(Wicklow Way·132km)는 더블린 남쪽의 말레이 공원(Marley Park)에서 시작된다.

## 대외 관계
역사적인 문제 때문에 영국, 특히 잉글랜드에 대한 국민들의 정서가 좋지 않다. 이러한 국민 정서를 한국과 일본의 예로 자주 비교하기도 하는데 아일랜드와 영국의 국민 정서가 과장된 면도 없지 않다. 이것은 일제시대 일본이 한국 역사를 왜곡하고 합병을 타당 시 하기 위해 일본을 영국으로 한국을 아일랜드로 비교한 적이 많았고 해방 후 소수 식자층들도 비슷하다고 발언한 것들이 해외에도 퍼졌다. 하지만 현재는 한국은 외세왕조가 전혀 없었고 한국 고유왕조만을 유지했으며 일본이 오히려 한반도에서 온 야요이인들로 인해 조몬인들이 홋카이도로 밀려나 아일랜드와 비슷한 면이 있다. 아일랜드, 영국 양국은 과거를 청산하고 발전적인 관계를 가지기 위해 노력하고 있으며, 정치·경제·문화적 교류 협력이 증진되고 있다. 아일랜드는 식스 네이션즈 챔피언십에 대표팀을 보내고 있다. 하지만 최근 영국 정부의 브렉시트 이후 북아일랜드에서 신페인이 저번 총선에서 약진하는 사태가 일어나고, 영국 정부의 아일랜드 통일 우려에 긴장하여 지금은 영국 정부와 상당히 민감한 갈등 관계를 다시 보이고 있다.
대한민국과 조선민주주의인민공화국 모두 아일랜드와 수교하였다. 대한민국과는 1983년에 공식 수교하였으며 이전에 1967년 아일랜드 정부가 주한 영국 대사관을 통해 재한(在韓) 아일랜드인(人)에 대한 영사 업무를 대행해달라는 요청이 있었다. 국제 사회에서는 영국과 보조를 취하여 한국의 입장을 적극 지지하였다. 1988년 서울 올림픽 때 아일랜드는 선수단을 대한민국으로 직접 파견했으나, 2002년 FIFA 월드컵 때는 E조에 속해 있었기 때문에 대표팀은 일본으로 파견되었고, 스페인과의 16강전 한 경기만 대한민국에서 경기를 가졌다.

## 같이 보기
- 북아일랜드
- 아일랜드섬